# Kriegerdenkmal Bellingen
Das Kriegerdenkmal Bellingen ist ein denkmalgeschütztes Kriegerdenkmal im Ortsteil Bellingen der Stadt Tangerhütte in Sachsen-Anhalt. Im örtlichen Denkmalverzeichnis ist das Kriegerdenkmal unter der Erfassungsnummer 094 75844 als Baudenkmal verzeichnet.

## Allgemeines
Das Kriegerdenkmal in Bellingen befindet sich an der Dorfstraße vor der Friedhofsmauer der Kirche des Ortes. Es handelt sich dabei um einen Findling auf einem Sockel aus Feldsteinen. Es wurde zum Gedenken an die Gefallenen des Ersten Weltkriegs errichtet und ist mit einem Eisernen Kreuz, umgeben von einem Kranz, verziert. Später wurde neben dem ersten Findling ein weiterer Findling, ebenfalls auf einem Sockel aus Feldsteinen, für die Gefallenen des Zweiten Weltkriegs im November 1998 aufgestellt.